# Roghudi
Roghudi község (comune) Calabria régiójában, Reggio Calabria megyében.

## Fekvése
A megye központi részén fekszik, az Aspromonte területén. Határai: Africo, Bova, Condofuri, Cosoleto, Melito di Porto Salvo, Roccaforte del Greco és Sinopoli.

## Története
Roghudi Vecchio első írásos említése a 16. századból származik. Korabeli épületeinek nagy része az 1783-as calabriai földrengésben elpusztult. A számos földcsuszamlás miatt a lakosság átköltözött védettebb területekre (Roghudi Nuovo). A 19. században nyerte el önállóságát, amikor a Nápolyi Királyságban felszámolták a feudalizmust.

## Népessége
A népesség számának alakulása:

## Főbb látnivalói
- San Nicola-templom
- Santissima Annunziata-templom